# Svarthuvad honungsfågel
Svarthuvad honungsfågel (Melithreptus affinis) är en fågel i familjen honungsfåglar inom ordningen tättingar.

## Utbredning och systematik
Fågeln förekommer på Tasmanien (utom den sydvästra delen) och öarna King Island och Flinders Island i Bass Strait. Den behandlas som monotypisk, det vill säga att den inte delas in i några underarter.

## Status
IUCN kategoriserar arten som livskraftig.

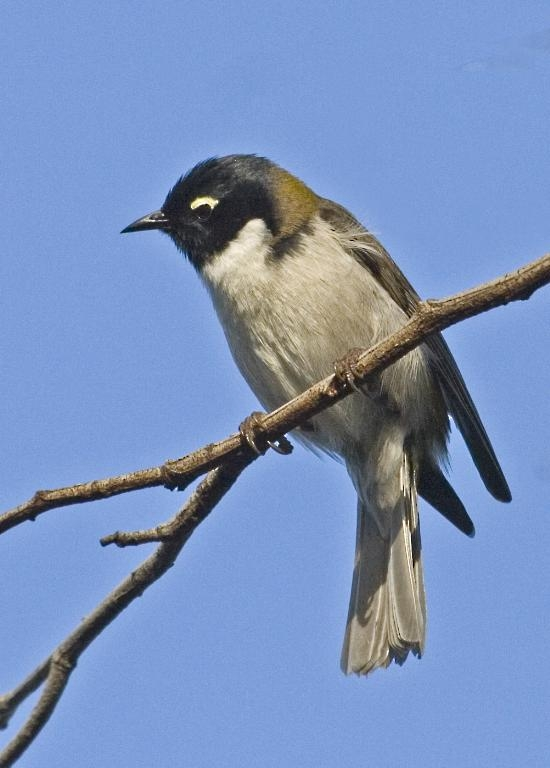